# Livny
Livny (ruso: Ли́вны) es una ciudad rusa ubicada en el sureste de la óblast de Oriol. Es sede administrativa del raión homónimo, en cuyo centro geográfico se enclava. Sin embargo, la ciudad no pertenece al raión y está directamente subordinada a la óblast como ókrug urbano.
En 2023, el territorio de la ciudad tenía una población de 42 928 habitantes, por lo que es la segunda ciudad más poblada de la óblast, solamente superada en población por la capital regional Oriol. Su término municipal se ciñe al propio casco urbano, por lo que forma una conurbación con varias localidades del raión circundante, con una población total cercana a los cincuenta mil habitantes.
Se ubica en la confluencia de los Lívenka y Sosná, unos 120 km al sureste de Oriol sobre la carretera R119 que lleva a Yelets y Lípetsk.

## Historia
Se conoce la existencia de la localidad en documentos desde 1177, cuando era una fortaleza gobernada por un kniaz subordinado al principado de Riazán. La fortaleza original de Livny, ubicada 4 km río arriba del centro de la actual ciudad, fue destruida en el siglo XIII por las tropas de Batú Kan. En 1571, el Zarato ruso decidió reconstruir la antigua fortaleza como parte de una línea fortificada fronteriza. En 1586, Teodoro I refundó la ciudad junto a la fortaleza reconstruida, formándose un kremlin. Junto con Vorónezh, la fortaleza de Livny se utilizó a principios del siglo XVII como referencia geográfica para formar las principales líneas de la zaséchnaya chertá que protegía la frontera meridional del zarato.
En 1778, la ciudad pasó a ser la capital de su propio uyezd, integrado desde 1796 en la gobernación de Oriol. En el siglo XIX se desarrolló como uno de los principales centros comerciales y artesanales de la gobernación, que se haría conocido por ser el lugar de origen del filósofo Serguéi Bulgákov. Al finalizar el siglo XIX se abrió aquí una estación de la línea de ferrocarril de Verjovye a Kshenski, y la ciudad alcanzaba ya los veinte mil habitantes. Pasó a formar parte del raión de Livny en 1928, al definirse los raiones de la óblast de Chernozem Central, pero en 1962 se separó del raión y pasó a formar desde entonces un ókrug urbano aparte.